# Elythranthera ×intermedia
Elythranthera ×intermedia là một loài thực vật có hoa trong họ Lan. Loài này được (Fitzg.) M.A.Clem. mô tả khoa học đầu tiên năm 1989.